# Goyo Benito
Gregorio Benito Rubio (El Puente del Arzobispo, Toledo, 21 de octubre de 1946-Madrid, 2 de abril de 2020), más conocido como Goyo Benito, fue un futbolista español y jugador histórico del Real Madrid Club de Fútbol. Destacado defensa central, uno de los mejores de su época, de gran poderío físico desarrolló casi toda su carrera en el club madrileño, siendo uno de sus pocos jugadores históricos en superar los cuatrocientos encuentros disputados (en el momento de su retirada era el quinto jugador con más partidos disputados del club). Fue el segundo jugador madridista en recibir «la Laureada» del club, galardonado por su trayectoria y filosofía de compromiso con la entidad.

## Trayectoria
Nacido en la localidad toledana de El Puente del Arzobispo, con once años se desplazó con su familia a Vitoria para estudiar en el Colegio Salesiano de la capital alavesa, hasta que dos años después se trasladaron a Madrid donde pasó a estudiar Maestría Industrial en el Colegio Salesianos de Atocha, donde juega al fútbol y práctica atletismo —especialmente lanzamiento de jabalina, modalidad en la que fue campeón de España escolar—, lanzamiento de peso y salto de altura. En edad juvenil fue captado para las categorías inferiores del Real Madrid Club de Fútbol. De ahí pasó al equipo amateur, el Real Madrid Aficionados, con el que conquistó el Campeonato de España de Aficionados en 1966 al vencer al Fútbol Club Barcelona Amateur por 4-3.
Antes de asentarse en el primer equipo, fue cedido a la vecina Agrupación Deportiva Rayo Vallecano durante dos temporadas, hasta que fue requerido para realizar el servicio militar en Sidi Ifni (Marruecos). Tras finalizar «la mili» retornó a la disciplina madridista, y se incorporó a su primer equipo. Con él disputó un total de 420 partidos oficiales durante trece temporadas en las que conquistó seis Campeonatos de Liga y cinco Campeonatos de España de Copa.
Sin excelencia técnica, su firmeza y contundencia como defensa le convirtieron en uno de los últimos exponentes de la llamada «furia española» y para ser considerado como uno de los mejores defensores centrales de su época.
En 1979 el máximo dirigente madridista Luis de Carlos —quien sucedía al fallecido Santiago Bernabéu— le otorgó «la Laureada» del club —insignia de oro y brillantes con el escudo del club y laureles a su alrededor—, la máxima distinción otorgada por el mismo. Fue el segundo jugador en la historia en recibirla tras su compañero de equipo José Martínez Pirri.
A lo largo de su carrera llegó a disputar además otros 99 encuentros amistosos nacionales e internacionales.
Enfermo de alzheimer, falleció a los setenta y tres años en Madrid a causa del covid-19.

## Selección nacional
Fue internacional absoluto en 22 ocasiones con la selección española. Con anterioridad fue integrante también de su selección "B" en dos ocasiones, y trece veces con su selección amateur o de aficionados.

## Estadísticas

### Clubes
Actualizado a fin de carrera deportiva. Resaltadas temporadas en calidad de cesión
En la temporada 1968-69, con 22 años, estuvo realizando la mili en Sidi Ifni, en el sudoeste de Marruecos.
| A. D. Rayo Vallecano | 1966-67       | 2.ª           | 20               | —                | 1                | —                | —                | —                | 21  | 0 |
| A. D. Rayo Vallecano | 1967-68       | 2.ª           | 23               | —                | 3                | —                | —                | —                | 26  | 0 |
| Total club | Total club    | Total club    | 43               | 0                | 4                | 0                | 0                | 0                | 47  | 0 |
| Sin equipo | 1968-69       |               | Servicio militar | Servicio militar | Servicio militar | Servicio militar | Servicio militar | Servicio militar | 0   | 0 |
| Real Madrid C. F. | 1969-70       | 1.ª           | 20               | —                | 8                | —                | 3                | —                | 31  | 0 |
| Real Madrid C. F. | 1970-71       | 1.ª           | 27               | —                | 2                | —                | 10               | —                | 39  | 0 |
| Real Madrid C. F. | 1971-72       | 1.ª           | 28               | —                | 4                | —                | 4                | —                | 36  | 0 |
| Real Madrid C. F. | 1972-73       | 1.ª           | 30               | —                | 2                | —                | 7                | —                | 39  | 0 |
| Real Madrid C. F. | 1973-74       | 1.ª           | 31               | —                | 6                | —                | 2                | —                | 39  | 0 |
| Real Madrid C. F. | 1974-75       | 1.ª           | 32               | —                | 6                | —                | 6                | —                | 44  | 0 |
| Real Madrid C. F. | 1975-76       | 1.ª           | 29               | —                | 1                | —                | 7                | —                | 37  | 0 |
| Real Madrid C. F. | 1976-77       | 1.ª           | 25               | —                | 1                | —                | 3                | —                | 29  | 0 |
| Real Madrid C. F. | 1977-78       | 1.ª           | 22               | —                | 1                | —                | —                | —                | 23  | 0 |
| Real Madrid C. F. | 1978-79       | 1.ª           | 30               | 1                | 10               | —                | 3                | —                | 43  | 1 |
| Real Madrid C. F. | 1979-80       | 1.ª           | 27               | 1                | 3                | —                | 7                | 1                | 37  | 2 |
| Real Madrid C. F. | 1980-81       | 1.ª           | 11               | —                | —                | —                | 3                | —                | 14  | 0 |
| Real Madrid C. F. | 1981-82       | 1.ª           | 5                | —                | 1                | —                | 3                | —                | 9   | 0 |
| Total club | Total club    | Total club    | 317              | 2                | 45               | 0                | 58               | 1                | 420 | 3 |
| Total carrera | Total carrera | Total carrera | 360              | 2                | 49               | 0                | 58               | 1                | 467 | 3 |
| (1) Incluye datos de la Copa de España (1966-82). (2) Incluye datos de la Copa de Europa (1968-81); Copa UEFA (1971-82); Recopa de Europa (1970-75). (3) No incluye goles en partidos amistosos. |               |               |                  |                  |                  |                  |                  |                  |     |   |

## Palmarés
En su localidad natal de El Puente del Arzobispo, como homenaje a su carrera, le dieron nombre a una calle y al polideportivo municipal.

### Títulos nacionales
| Título                         | Club                    | Año  |
| ------------------------------ | ----------------------- | ---- |
| Campeonato de España (amateur) | Real Madrid Aficionados | 1966 |
|                                |                         |      |
| Copa                           | Real Madrid C. F.       | 1970 |
| Campeonato de Liga             | Real Madrid C. F.       | 1972 |
| Copa                           | Real Madrid C. F.       | 1974 |
| Campeonato de Liga             | Real Madrid C. F.       | 1975 |
| Copa                           | Real Madrid C. F.       | 1975 |
| Campeonato de Liga             | Real Madrid C. F.       | 1976 |
| Campeonato de Liga             | Real Madrid C. F.       | 1978 |
| Campeonato de Liga             | Real Madrid C. F.       | 1979 |
| Campeonato de Liga             | Real Madrid C. F.       | 1980 |
| Copa                           | Real Madrid C. F.       | 1980 |
| Copa                           | Real Madrid C. F.       | 1982 |

### Títulos internacionales
| Título                         | Equipo           | Año  |
| ------------------------------ | ---------------- | ---- |
| Campeonato de Europa (amateur) | España (amateur) | 1970 |